# Ally Sheedy
Alexandra Elizabeth "Ally" Sheedy (13 de junho de 1962) é uma atriz e escritora americana. Ela é mais conhecida por seus papéis nos filmes "The Breakfast Club" e "O Primeiro Ano do Resto de Nossas Vidas".

## Biografia
Ally nasceu na cidade de Nova Iorque e possui dois irmãos, Patrick e Meghan. Sua mãe, Charlott, é uma escritora e agente de publicidade envolvida em movimentos pelos direitos civis. Casou em 10 de Outubro de 1992 com o ator David Lansbury. Antes de atuar, Ally se dedicou ao Balé, começando a dançar aos 6 anos de idade na American Ballet Theatre. Com 12 anos, Ally escreveu seu primeiro livro: "She Was Nice To Mice".

## Filmografia
- The Best Little Girl in the World (1981)
- WarGames (1983) [2]
- Bad Boys (1983)[2]
- Oxford Blues (1984)
- Twice in a Lifetime (1985)
- O Primeiro Ano do Resto de Nossas Vidas (1985)
- The Breakfast Club (1985)
- Blue City (1986)
- Maid to Order (1987)
- Short Circuit 2 (1988)
- Heart of Dixie (1989)
- Fear (1990)
- Betsy's Wedding (1990)
- Only the Lonely (1991)
- Esqueceram de Mim 2 - Perdido em Nova York (1992)
- Man's Best Friend (1993)
- The Pickle (1993)
- Amnesia  (1997)
- High Art (1998)
- Happy Here and Now (2002)
- Day Zero (2006)
- Steam (2007)
- Harold (2008)

## Prêmios
- Los Angeles Film Critics Association: Melhor atriz (1998) por High Art
- Independent Spirit Award: Best Female Lead (1999) por High Art
- National Society of Film Critics Awards: Best Actress (1999) por High Art
- MTV Movie Awards: Silver Bucket of Excellence Award (2005) por The Breakfast Club (junto com Molly Ringwald, Judd Nelson, Anthony Michael Hall, Emilio Estevez)

## Livros
- She Was Nice to Mice, McGraw-Hill, 1975
- Yesterday I Saw the Sun: Poems, Summit Books, 1991